# Liste des National Wildlife Refuges
Au 30 juillet 2007, les États-Unis d'Amérique comptait 548 National Wildlife Refuges, ces refuges étant répartis dans tout le pays. Un des derniers créés se trouve dans les Rocky Flats au Colorado

## Administration
L'administration américaine les classe par région, ce classement est reproduit ci-dessous :
| - Région pacifique (Region 1) - Californie - Idaho - Nevada - Oregon - Washington - Hawaï - Îles | - Région du sud-ouest (Region 2) - Arizona - Nouveau-Mexique - Oklahoma - Texas | - Région des Grands Lacs (Region 3) - Illinois - Indiana - Iowa - Michigan - Missouri - Minnesota - Ohio - Wisconsin | - Region du sud-est (Region 4) - Alabama - Arkansas - Floride - Georgie - Kentucky - Louisiane - Mississippi - Caroline du Nord - Puerto Rico - Caroline du Sud - Tennessee - îles Vierges |

| - Région du nord-est (Region 5) - Connecticut - Delaware - Maine - Maryland - Massachusetts - New Hampshire - New Jersey - New York - Pennsylvanie - Rhode Island - Vermont - Virginie - Virginie-Occidentale | - Région des plaines et des prairies (Region 6) - Colorado - Kansas - Montana - Dakota du Nord - Nebraska - Dakota du Sud - Utah - Wyoming | - Alaska (Region 7) - Alaska |

## Alabama
- Bon Secour National Wildlife Refuge
- Choctaw National Wildlife Refuge
- Eufaula National Wildlife Refuge
- Mountain Longleaf National Wildlife Refuge
  - Cahaba River National Wildlife Refuge
- Wheeler National Wildlife Refuge
  - Fern Cave National Wildlife Refuge
  - Key Cave National Wildlife Refuge
  - Sauta Cave National Wildlife Refuge
  - Watercress Darter National Wildlife Refuge

## Alaska
- Refuge faunique national maritime d'Alaska
- Refuge faunique national de la Péninsule d'Alaska
- Refuge faunique national de l'Arctique
- Refuge faunique national Becharof
- Refuge faunique national Innoko
- Refuge faunique national Izembek
- Refuge faunique national Kanuti
- Refuge faunique national de Kenai
- Refuge faunique national de Kodiak
- Refuge faunique national de Koyukuk
- Refuge faunique national Nowitna
- Refuge faunique national de Selawik
- Refuge faunique national de Tetlin
- Refuge faunique national de Togiak
- Refuge faunique national du delta du Yukon
- Refuge faunique national des Yukon Flats

## Arizona
- Bill Williams River National Wildlife Refuge
- Buenos Aires National Wildlife Refuge
- Cabeza Prieta National Wildlife Refuge
- Cibola National Wildlife Refuge
- Havasu National Wildlife Refuge
- Imperial National Wildlife Refuge
- Kofa National Wildlife Refuge
- Leslie Canyon National Wildlife Refuge
- San Bernardino National Wildlife Refuge

## Arkansas
- Cache River National Wildlife Refuge
  - Bald Knob National Wildlife Refuge
- Felsenthal National Wildlife Refuge
  - Overflow National Wildlife Refuge
  - Pond Creek National Wildlife Refuge
- Holla Bend National Wildlife Refuge
  - Logan Cave National Wildlife Refuge
- Wapanocca National Wildlife Refuge
  - Big Lake National Wildlife Refuge
- White River National Wildlife Refuge

## Californie

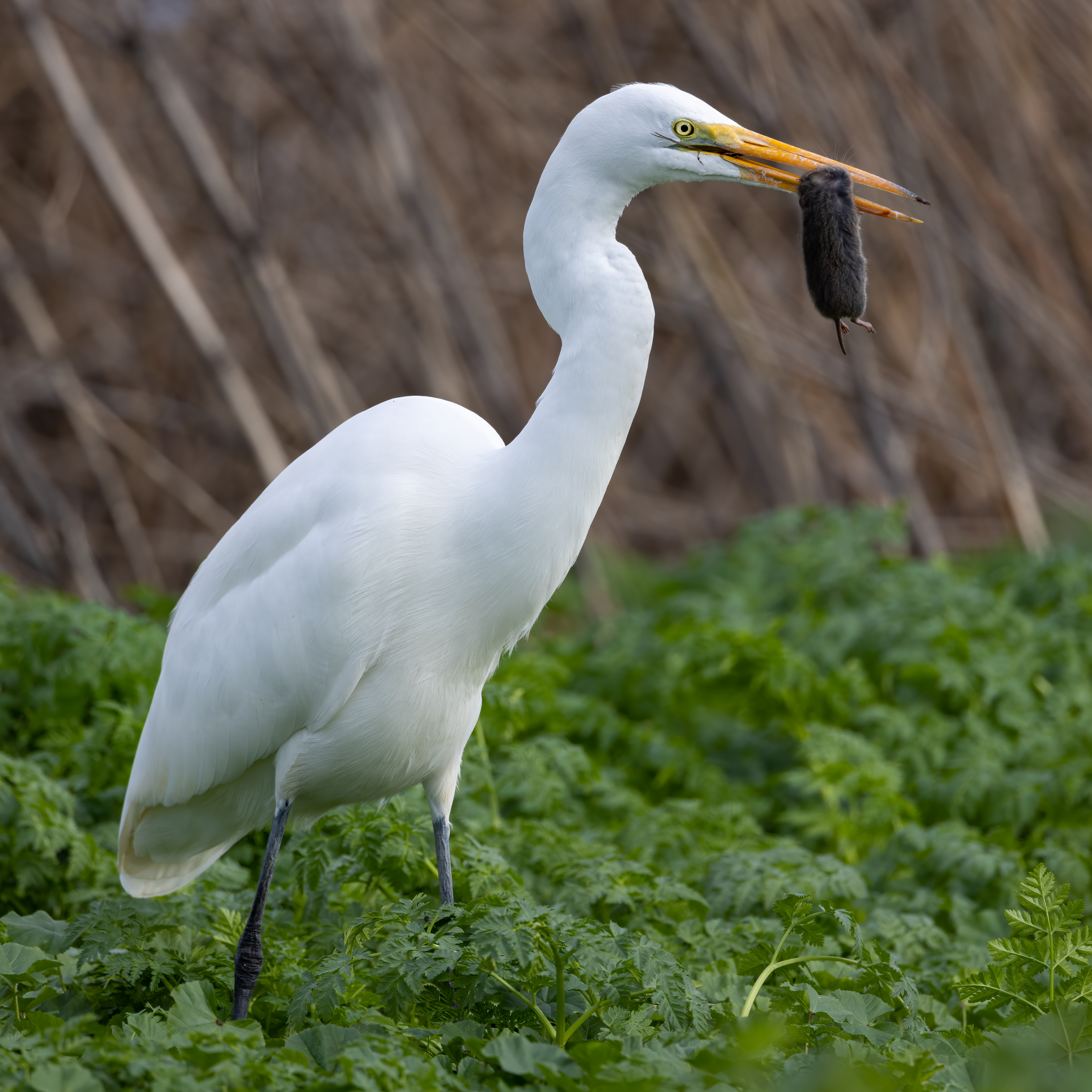
Une grande Aigrette venant de capturer un microtus californicus dans le Sacramento National Wildlife Refuge. Décembre 2021.

- Coachella Valley National Wildlife Refuge
- Castle Rock National Wildlife Refuge
- Grasslands Wildlife Management Area
- Hopper Mountain National Wildlife Refuge Complex
  - Bitter Creek National Wildlife Refuge
  - Blue Ridge National Wildlife Refuge
  - Hopper Mountain National Wildlife Refuge
  - Guadalupe-Nipomo Dunes National Wildlife Refuge
- Humboldt Bay National Wildlife Refuge Complex
  - Lanphere Dunes
- Kern National Wildlife Refuge
- Klamath Basin National Wildlife Refuges Complex (CA and OR)
  - Clear Lake National Wildlife Refuge
  - Lower Klamath National Wildlife Refuge
  - Tule Lake National Wildlife Refuge
- Merced National Wildlife Refuge
- Modoc National Wildlife Refuge
- North Central Valley Wildlife Management Area
- Pixley National Wildlife Refuge
- Sacramento National Wildlife Refuge Complex
  - Butte Sink National Wildlife Refuge
  - Butte Sink Wildlife Management Area
  - Colusa National Wildlife Refuge
  - Delevan National Wildlife Refuge
  - Sacramento National Wildlife Refuge
  - Sacramento River National Wildlife Refuge
  - Sutter National Wildlife Refuge
- San Diego Bay National Wildlife Refuge
- San Diego National Wildlife Refuge
- San Francisco Bay National Wildlife Refuge Complex
  - Antioch Dunes National Wildlife Refuge
  - Don Edwards San Francisco Bay National Wildlife Refuge
  - Ellicott Slough National Wildlife Refuge
  - Farallon National Wildlife Refuge
  - Marin Islands National Wildlife Refuge
  - Salinas River National Wildlife Refuge
  - San Pablo Bay National Wildlife Refuge
- San Joaquin River National Wildlife Refuge
- San Luis National Wildlife Refuge
- Seal Beach National Wildlife Refuge
- Sonny Bono Salton Sea National Wildlife Refuge
- Stone Lakes National Wildlife Refuge
- Tijuana Slough National Wildlife Refuge
- Willow Creek-Lurline Wildlife Management Area

## Colorado
- Alamosa National Wildlife Refuge
- Arapaho National Wildlife Refuge
- Baca National Wildlife Refuge
- Browns Park National Wildlife Refuge
- Rocky Flats National Wildlife Refuge
- Monte Vista National Wildlife Refuge
- Rocky Mountain Arsenal National Wildlife Refuge
- Two Ponds National Wildlife Refuge

## Connecticut
- Stewart B. McKinney National Wildlife Refuge

## Delaware
- Bombay Hook National Wildlife Refuge
- Prime Hook National Wildlife Refuge

## Floride
- Arthur R. Marshall Loxahatchee National Wildlife Refuge
  - Hobe Sound National Wildlife Refuge
- Chassahowitzka National Wildlife Refuge
  - Crystal River National Wildlife Refuge
  - Egmont Key National Wildlife Refuge
  - Passage Key National Wildlife Refuge
  - Pinellas National Wildlife Refuge
- Refuge faunique national Florida Panther
- J.N. 'Ding' Darling National Wildlife Refuge
  - Caloosahatchee National Wildlife Refuge
  - Island Bay National Wildlife Refuge
  - Matlacha Pass National Wildlife Refuge
  - Pine Island National Wildlife Refuge
- Lake Woodruff National Wildlife Refuge
- Lower Suwannee National Wildlife Refuge
  - Cedar Keys National Wildlife Refuge
- Merritt Island National Wildlife Refuge
  - Archie Carr National Wildlife Refuge
  - Lake Wales Ridge National Wildlife Refuge
  - Refuge faunique national de Pelican Island
  - St. Johns National Wildlife Refuge
  - Refuge faunique national et zone de conservation Everglades Headwaters
- National Key Deer Refuge
  - Refuge faunique national de Crocodile Lake
  - Great White Heron National Wildlife Refuge
  - Refuge faunique national de Key West
- Okefenokee National Wildlife Refuge (administered in Georgia)
- St. Marks National Wildlife Refuge
- St. Vincent National Wildlife Refuge
- Ten Thousand Islands National Wildlife Refuge

## Géorgie
- Okefenokee National Wildlife Refuge
  - Banks Lake National Wildlife Refuge
- Piedmont National Wildlife Refuge
  - Bond Swamp National Wildlife Refuge
- Savannah Coastal Refuges Complex
  - Blackbeard Island National Wildlife Refuge
  - Harris Neck National Wildlife Refuge
  - Savannah National Wildlife Refuge
  - Wassaw National Wildlife Refuge
  - Wolf Island National Wildlife Refuge

## Hawaï
- Refuge faunique national Hakalau Forest
- Hawaiian Islands National Wildlife Refuge
- Kauai National Wildlife Refuge Complex
  - Refuge faunique national de Hanalei (en) (Hanalei National Wildlife Refuge)
  - Huleia National Wildlife Refuge
  - Kilauea Point National Wildlife Refuge
- Maui National Wildlife Refuge Complex
  - Kakahaia National Wildlife Refuge
  - Kealia Pond National Wildlife Refuge
- Oahu National Wildlife Refuge Complex
  - James Campbell National Wildlife Refuge
  - Refuge faunique national de la forêt d'Oahu

## Idaho
- Deer Flat National Wildlife Refuge
- Kootenai National Wildlife Refuge
- Southeast Idaho National Wildlife Refuge Complex
  - Bear Lake National Wildlife Refuge
  - Camas National Wildlife Refuge
  - Grays Lake National Wildlife Refuge
  - Minidoka National Wildlife Refuge

## Illinois
- Chautauqua National Wildlife Refuge
- Crab Orchard National Wildlife Refuge
- Cypress Creek National Wildlife Refuge
- Emiquon National Wildlife Refuge
- Mark Twain National Wildlife Refuge Complex
- Meredosia National Wildlife Refuge
- Middle Mississippi River National Wildlife Refuge
- Two Rivers National Wildlife Refuge

## Indiana
- Big Oaks National Wildlife Refuge
- Muscatatuck National Wildlife Refuge
- Patoka River National Wildlife Refuge and Management Area

## Iowa
- DeSoto National Wildlife Refuge
- Driftless Area National Wildlife Refuge
- Iowa Wetland Management District
- Neal Smith National Wildlife Refuge
- Port Louisa National Wildlife Refuge
- Union Slough National Wildlife Refuge

## Kansas
- Flint Hills National Wildlife Refuge
- Kirwin National Wildlife Refuge
- Marais des Cygnes National Wildlife Refuge
- Quivira National Wildlife Refuge

## Kentucky
- Clarks River National Wildlife Refuge

## Louisiane
Certains de ces refuges ont été lourdement affectés par la marée noire de Deepwater Horizon d'avril 2010.
- Bayou Cocodrie National Wildlife Refuge
- Cat Island National Wildlife Refuge
- Catahoula National Wildlife Refuge
- East Cove National Wildlife Refuge
- Lake Ophelia National Wildlife Refuge
  - Grand Cote National Wildlife Refuge
- Mandalay National Wildlife Refuge
  - Bayou Teche National Wildlife Refuge
- North Louisiana Refuge Complex
  - Black Bayou Lake National Wildlife Refuge
  - D'Arbonne National Wildlife Refuge
  - Handy Brake National Wildlife Refuge
  - Louisiana Wetland Management District
  - Red River National Wildlife Refuge
  - Upper Ouachita National Wildlife Refuge
- Southeast Louisiana National Wildlife Refuge Complex
  - Atchafalaya National Wildlife Refuge
  - Bayou Sauvage National Wildlife Refuge
  - Big Branch Marsh National Wildlife Refuge
  - Bogue Chitto National Wildlife Refuge
  - Breton National Wildlife Refuge
  - Delta National Wildlife Refuge
  - Shell Keys National Wildlife Refuge
- Southwest Louisiana National Wildlife Refuge Complex
  - Cameron Prairie National Wildlife Refuge
  - Lacassine National Wildlife Refuge
  - Sabine National Wildlife Refuge
- Tensas River National Wildlife Refuge

## Maine
- Refuge faunique national Aroostook
- Carlton Pond Waterfowl Production Area
- Cross Island National Wildlife Refuge
- Franklin Island National Wildlife Refuge
- Moosehorn National Wildlife Refuge
- Petit Manan National Wildlife Refuge
- Pond Island National Wildlife Refuge
- Refuge faunique national Rachel Carson
- Seal Island National Wildlife Refuge
- Sunkhaze Meadows National Wildlife Refuge

## Maryland
- Chesapeake Marshlands National Wildlife Refuge Complex
  - Blackwater National Wildlife Refuge
  - Martin National Wildlife Refuge
  - Susquehanna River National Wildlife Refuge
- Eastern Neck National Wildlife Refuge
- Patuxent Research Refuge

## Massachusetts
- Assabet River National Wildlife Refuge
- Great Meadows National Wildlife Refuge
- Mashpee National Wildlife Refuge
- Massasoit National Wildlife Refuge
- Monomoy National Wildlife Refuge
- Nantucket National Wildlife Refuge
- Nomans Land Island National Wildlife Refuge
- Oxbow National Wildlife Refuge
- Parker River National Wildlife Refuge
- Silvio O. Conte National Wildlife Refuge
- Thacher Island National Wildlife Refuge

## Michigan
- Detroit River International Wildlife Refuge
- Harbor Island National Wildlife Refuge
- Huron National Wildlife Refuge
- Kirtlands Warbler Wildlife Management Area
- Michigan Wetland Management District
- Michigan Islands National Wildlife Refuge
- Seney National Wildlife Refuge
- Shiawassee National Wildlife Refuge

## Minnesota
- Agassiz National Wildlife Refuge
- Big Stone National Wildlife Refuge
- Big Stone Wetland Management District
- Crane Meadows National Wildlife Refuge
- Detroit Lakes Wetland Management District
- Fergus Falls Wetland Management District
- Glacial Ridge National Wildlife Refuge
- Hamden Slough National Wildlife Refuge
- Litchfield Wetland Management District
- Mille Lacs National Wildlife Refuge
- Minnesota Valley National Wildlife Refuge
- Minnesota Valley Wetland Management District
- Morris Wetland Management District
- Northern Tallgrass Prairie National Wildlife Refuge
- Rice Lake National Wildlife Refuge
- Rydell National Wildlife Refuge
- Sherburne National Wildlife Refuge
- Tamarac National Wildlife Refuge
- Upper Mississippi River National Wildlife and Fish Refuge
- Windom Wetland Management District

## Mississippi
- Coldwater River National Wildlife Refuge
- Mississippi Sandhill Crane National Wildlife Refuge
  - Grand Bay National Wildlife Refuge
- Mississippi Wetland Management District
  - Dahomey National Wildlife Refuge
  - Tallahatchie National Wildlife Refuge
- Noxubee National Wildlife Refuge
- St. Catherine Creek National Wildlife Refuge
- Theodore Roosevelt National Wildlife Refuge Complex
  - Hillside National Wildlife Refuge
  - Holt Collier National Wildlife Refuge
  - Mathews Brake National Wildlife Refuge
  - Morgan Brake National Wildlife Refuge
  - Panther Swamp National Wildlife Refuge
  - Theodore Roosevelt National Wildlife Refuge
  - Yazoo National Wildlife Refuge

## Missouri
- Big Muddy National Fish & Wildlife Refuge
- Clarence Cannon National Wildlife Refuge
- Great River National Wildlife Refuge
- Mingo National Wildlife Refuge
- Ozark Cavefish National Wildlife Refuge
- Pilot Knob National Wildlife Refuge
- Squaw Creek National Wildlife Refuge
- Swan Lake National Wildlife Refuge

## Montana
- Benton Lake National Wildlife Refuge
  - Benton Lake Wetland Management District
- Bowdoin National Wildlife Refuge
  - Black Coulee National Wildlife Refuge
  - Creedman Coulee National Wildlife Refuge
  - Hewitt Lake National Wildlife Refuge
  - Lake Thibadeau National Wildlife Refuge
- Charles M. Russell National Wildlife Refuge
  - Hailstone National Wildlife Refuge
  - Halfbreed Lake National Wildlife Refuge
  - Lake Mason National Wildlife Refuge
  - War Horse National Wildlife Refuge
  - UL Bend National Wildlife Refuge
- Lee Metcalf National Wildlife Refuge
- Medicine Lake National Wildlife Refuge
  - Lamesteer National Wildlife Refuge
- National Bison Range Complex
  - National Bison Range
  - Lost Trail National Wildlife Refuge
  - Ninepipe National Wildlife Refuge
  - Northwest Montana Wetland Management District
  - Pablo National Wildlife Refuge
  - Swan River National Wildlife Refuge
- Refuge faunique national Red Rock Lakes

## Nebraska
- Boyer Chute National Wildlife Refuge
- Crescent Lake National Wildlife Refuge
- DeSoto National Wildlife Refuge
- Fort Niobrara National Wildlife Refuge
- John and Louise Seier National Wildlife Refuge
- North Platte National Wildlife Refuge
- Rainwater Basin Wetland Management District
- Valentine National Wildlife Refuge

## Nevada
- Anaho Island National Wildlife Refuge
- Desert National Wildlife Refuge
  - Ash Meadows National Wildlife Refuge
  - Desert National Wildlife Refuge
  - Moapa Valley National Wildlife Refuge
  - Réserve faunique nationale de Pahranagat
- Fallon National Wildlife Refuge
- Ruby Lake National Wildlife Refuge
- Stillwater National Wildlife Refuge
- Sheldon-Hart Mountain National Wildlife Refuge Complex (NV and OR)
  - Refuge faunique national de Sheldon

## New Hampshire
- Great Bay National Wildlife Refuge
  - Wapack National Wildlife Refuge
- John Hay National Wildlife Refuge
- Refuge faunique national Umbagog

## New Jersey
- Cape May National Wildlife Refuge
- Edwin B. Forsythe National Wildlife Refuge
- Great Swamp National Wildlife Refuge
- Supawna Meadows National Wildlife Refuge
- Wallkill River National Wildlife Refuge (shared with NY)

## Nouveau-Mexique
- Bitter Lake National Wildlife Refuge
- Refuge faunique national de Bosque del Apache
- Grulla National Wildlife Refuge
- Las Vegas National Wildlife Refuge
- Maxwell National Wildlife Refuge
- San Andres National Wildlife Refuge
- Sevilleta National Wildlife Refuge

## New York
- Iroquois National Wildlife Refuge
- Long Island National Wildlife Refuge Complex
  - Amagansett National Wildlife Refuge
  - Conscience Point National Wildlife Refuge
  - Elizabeth A. Morton National Wildlife Refuge
  - Oyster Bay National Wildlife Refuge
  - Sayville National Wildlife Refuge
  - Seatuck National Wildlife Refuge
  - Target Rock National Wildlife Refuge
  - Wertheim National Wildlife Refuge
- Montezuma National Wildlife Refuge
- Shawangunk Grasslands National Wildlife Refuge
- Wallkill River National Wildlife Refuge (shared with NJ)

## Caroline du Nord
- Alligator River National Wildlife Refuge
  - Pea Island National Wildlife Refuge
- Mackay Island National Wildlife Refuge
  - Currituck National Wildlife Refuge
- Mattamuskeet National Wildlife Refuge
  - Cedar Island National Wildlife Refuge
  - Swanquarter National Wildlife Refuge
- Pee Dee National Wildlife Refuge
- Pocosin Lakes National Wildlife Refuge
- Roanoke River National Wildlife Refuge

## Dakota du Nord
- Arrowwood National Wildlife Refuge Complex
  - Arrowwood National Wildlife Refuge
    - Johnson Lake National Wildlife Refuge (easement refuge)

  - Arrowwood Wetland Management District
  - Chase Lake National Wildlife Refuge
  - Chase Lake Wetland Management District
    - Halfway Lake National Wildlife Refuge (easement refuge)

  - Valley City Wetland Management District
    - Hobart Lake National Wildlife Refuge (easement refuge)
    - Sibley Lake National Wildlife Refuge (easement refuge)
    - Stoney Slough National Wildlife Refuge (easement refuge)
    - Tomahawk National Wildlife Refuge (easement refuge)
- Audubon National Wildlife Refuge Complex
  - Audubon National Wildlife Refuge
    - Camp Lake National Wildlife Refuge (easement refuge)
    - Hiddenwood National Wildlife Refuge (easement refuge)
    - Lake Nettie National Wildlife Refuge (easement refuge)
    - Lake Otis National Wildlife Refuge (easement refuge)
    - Lake Patricia National Wildlife Refuge (easement refuge)
    - Lost Lake National Wildlife Refuge (easement refuge)
    - McLean National Wildlife Refuge (easement refuge)
    - Pretty Rock National Wildlife Refuge (easement refuge)
    - Sheyenne Lake National Wildlife Refuge (easement refuge)
    - Stewart Lake National Wildlife Refuge (easement refuge)
    - White Lake National Wildlife Refuge (easement refuge)

  - Lake Ilo National Wildlife Refuge
- Des Lacs National Wildlife Refuge Complex
  - Crosby Wetland Management District
    - Lake Zahl National Wildlife Refuge

  - Refuge faunique national Des Lacs
  - Lostwood National Wildlife Refuge
  - Lostwood Wetland Management District
    - Shell Lake National Wildlife Refuge (easement refuge)
- Devils Lake Wetland Management District
  - Ardoch National Wildlife Refuge (easement refuge)
  - Brumba National Wildlife Refuge (easement refuge)
  - Kellys Slough National Wildlife Refuge
  - Lake Alice National Wildlife Refuge
  - Lambs Lake National Wildlife Refuge (easement refuge)
  - Little Goose National Wildlife Refuge (easement refuge)
  - Pleasant Lake National Wildlife Refuge (easement refuge)
  - Rock Lake National Wildlife Refuge (easement refuge)
  - Rose Lake National Wildlife Refuge (easement refuge)
  - Silver Lake National Wildlife Refuge (easement refuge)
  - Snyder Lake National Wildlife Refuge (easement refuge)
  - Stump Lake National Wildlife Refuge (easement refuge)
  - Sullys Hill National Game Preserve
  - Wood Lake National Wildlife Refuge (easement refuge)
- J. Clark Salyer National Wildlife Refuge
  - Buffalo Lake National Wildlife Refuge (easement refuge)
  - Cottonwood National Wildlife Refuge (easement refuge)
  - Lords Lake National Wildlife Refuge (easement refuge)
  - Rabb Lake National Wildlife Refuge (easement refuge)
  - School Section Lake National Wildlife Refuge (easement refuge)
  - Williw Lake National Wildlife Refuge (easement refuge)
  - Wintering River National Wildlife Refuge (easement refuge)
- J. Clark Salyer Wetland Management District
- Kulm Wetland Management District
  - Bone Hill Creek National Wildlife Refuge (easement refuge)
  - Dakota Lake National Wildlife Refuge (easement refuge)
  - Maple River National Wildlife Refuge (easement refuge)
- Long Lake National Wildlife Refuge
  - Appert Lake National Wildlife Refuge (easement refuge)
  - Canfield Lake National Wildlife Refuge (easement refuge)
  - Florence Lake National Wildlife Refuge
  - Hutchinson Lake National Wildlife Refuge (easement refuge)
  - Lake George National Wildlife Refuge (easement refuge)
  - Long Lake Wetland Management District
  - Springwater National Wildlife Refuge (easement refuge)
  - Slade National Wildlife Refuge
  - Sunburst Lake National Wildlife Refuge (easement refuge)
- Tewaukon National Wildlife Refuge
  - Storm Lake National Wildlife Refuge (easement refuge)
  - Wild Rice Lake National Wildlife Refuge (easement refuge)
- Upper Souris National Wildlife Refuge

## Ohio
- Ottawa National Wildlife Refuge Complex
  - Cedar Point National Wildlife Refuge
  - Ottawa National Wildlife Refuge
  - West Sister Island National Wildlife Refuge

## Oklahoma
- Deep Fork National Wildlife Refuge
- Little River National Wildlife Refuge
- Optima National Wildlife Refuge
- Ozark Plateau National Wildlife Refuge
- Salt Plains National Wildlife Refuge
- Sequoyah National Wildlife Refuge
- Tishomingo National Wildlife Refuge
- Washita National Wildlife Refuge
- Wichita Mountains Wildlife Refuge

## Oregon
- Klamath Basin National Wildlife Refuges Complex (CA and OR)
  - Bear Valley National Wildlife Refuge
  - Klamath Marsh National Wildlife Refuge
  - Upper Klamath National Wildlife Refuge
  - Refuge faunique national de Lower Klamath (CA and OR)
- Refuge faunique national de Malheur
- Mid-Columbia River National Wildlife Refuge Complex
  - Cold Springs National Wildlife Refuge
  - McKay Creek National Wildlife Refuge
  - Umatilla National Wildlife Refuge
- Oregon Coast National Wildlife Refuge Complex
  - Bandon Marsh National Wildlife Refuge
  - Cape Meares National Wildlife Refuge
  - Nestucca Bay National Wildlife Refuge
  - Oregon Islands National Wildlife Refuge
  - Siletz Bay National Wildlife Refuge
  - Refuge faunique national de Three Arch Rocks
- Sheldon-Hart Mountain National Wildlife Refuge Complex (NV and OR)
  - Hart Mountain National Antelope Refuge
- Tualatin River National Wildlife Refuge
- Willamette Valley National Wildlife Refuge Complex
  - Ankeny National Wildlife Refuge
  - Baskett Slough National Wildlife Refuge
  - William L. Finley National Wildlife Refuge

## Pennsylvanie
- Erie National Wildlife Refuge
- John Heinz National Wildlife Refuge at Tinicum

## Rhode Island
- Rhode Island National Wildlife Refuge Complex
  - Block Island National Wildlife Refuge
  - John H. Chafee National Wildlife Refuge
  - Ninigret National Wildlife Refuge
  - Sachuest Point National Wildlife Refuge
  - Trustom Pond National Wildlife Refuge
  - Kettle Pond National Wildlife Refuge

## Caroline du Sud
- Cape Romain National Wildlife Refuge
  - Santee National Wildlife Refuge
- Carolina Sandhills National Wildlife Refuge
- Ernest F. Hollings ACE Basin National Wildlife Refuge
- Savannah Coastal Refuges Complex (administered in Georgia)
  - Pinckney Island National Wildlife Refuge
  - Savannah National Wildlife Refuge
  - Tybee National Wildlife Refuge
- Waccamaw National Wildlife Refuge

## Dakota du Sud
- Huron Wetland Management District
- Lacreek National Wildlife Refuge
  - Bear Butte National Wildlife Refuge
- Lake Andes National Wildlife Refuge Complex
  - Lake Andes National Wildlife Refuge
  - Lake Andes Wetland Management District
  - Karl E. Mundt National Wildlife Refuge
- Madison Wetland Management District
- Sand Lake National Wildlife Refuge
- Waubay National Wildlife Refuge
- Waubay Wetland Management District

## Tennessee
- Cross Creeks National Wildlife Refuge
- Hatchie National Wildlife Refuge
- Tennessee National Wildlife Refuge
- West Tennessee Refuges Complex
  - Chickasaw National Wildlife Refuge
  - Lake Isom National Wildlife Refuge
  - Lower Hatchie National Wildlife Refuge
  - Reelfoot National Wildlife Refuge

## Texas
- Anahuac National Wildlife Refuge
- Refuge faunique national Aransas
- Attwater Prairie Chicken National Wildlife Refuge
- Balcones Canyonlands National Wildlife Refuge
- Big Boggy National Wildlife Refuge
- Brazoria National Wildlife Refuge
- Buffalo Lake National Wildlife Refuge
- Hagerman National Wildlife Refuge
- Laguna Atascosa National Wildlife Refuge
- Refuge faunique national Lower Rio Grande Valley
- McFaddin National Wildlife Refuge
- Muleshoe National Wildlife Refuge
- San Bernard National Wildlife Refuge
- Santa Ana National Wildlife Refuge
- Texas Point National Wildlife Refuge
- Trinity River National Wildlife Refuge

## Utah
- Bear River Migratory Bird Refuge
- Ouray National Wildlife Refuge
- Fish Springs National Wildlife Refuge

## Vermont
- Refuge faunique national Missisquoi

## Virginie
- Back Bay National Wildlife Refuge
- Chincoteague National Wildlife Refuge
- Eastern Shore of Virginia National Wildlife Refuge
- Featherstone National Wildlife Refuge
- Fisherman Island National Wildlife Refuge
- Great Dismal Swamp National Wildlife Refuge
- James River National Wildlife Refuge
- Elizabeth Hartwell Mason Neck National Wildlife Refuge
- Nansemond National Wildlife Refuge
- Occoquan Bay National Wildlife Refuge
- Plum Tree Island National Wildlife Refuge
- Presquile National Wildlife Refuge
- Rappahannock River Valley National Wildlife Refuge
- Wallops Island National Wildlife Refuge

## Washington
- Columbia National Wildlife Refuge
- Conboy Lake National Wildlife Refuge
- Copalis National Wildlife Refuge
- Dungeness National Wildlife Refuge
- Flattery Rocks National Wildlife Refuge
- Franz Lake National Wildlife Refuge
- Grays Harbor National Wildlife Refuge
- Julia Butler Hansen Refuge for the Columbian White-tail Deer
- Lewis and Clark National Wildlife Refuge
- Little Pend Oreille National Wildlife Refuge
- McNary National Wildlife Refuge
- Nisqually National Wildlife Refuge
- Pierce National Wildlife Refuge
- Protection Island National Wildlife Refuge
- Quillayute Needles National Wildlife Refuge
- Refuge faunique national de Ridgefield
- Saddle Mountain National Wildlife Refuge
- Refuge faunique national San Juan Islands
- Steigerwald Lake National Wildlife Refuge
- Toppenish National Wildlife Refuge
- Turnbull National Wildlife Refuge
- Willapa National Wildlife Refuge

## Virginie-Occidentale
- Canaan Valley National Wildlife Refuge
- Ohio River Islands National Wildlife Refuge

## Wisconsin
- Fox River National Wildlife Refuge
- Gravel Island National Wildlife Refuge
- Green Bay National Wildlife Refuge
- Horicon National Wildlife Refuge
- Leopold Wetland Management District
- Necedah National Wildlife Refuge
- St. Croix Wetland Management District
- Trempealeau National Wildlife Refuge
- Whittlesey Creek National Wildlife Refuge

## Wyoming
- Arapaho National Wildlife Refuge Complex (in Colorado)
  - Bamforth National Wildlife Refuge
  - Hutton Lake National Wildlife Refuge
  - Mortenson Lake National Wildlife Refuge
  - Pathfinder National Wildlife Refuge
- National Elk Refuge
- Refuge faunique national Seedskadee
- Refuge faunique national des prairies de Cokeville

## Caraïbe
- Caribbean Islands National Wildlife complex
  - Refuge faunique national de Buck Island
  - Refuge faunique national de Cabo Rojo
  - Refuge faunique national de Culebra
  - Refuge faunique national de Desecheo
  - Refuge faunique national de Green Cay
  - Refuge faunique national de Laguna Cartagena
  - Refuge faunique national de l'île de la Navasse
  - Refuge faunique national de Sandy Point
  - Refuge faunique national de Vieques

## Îles

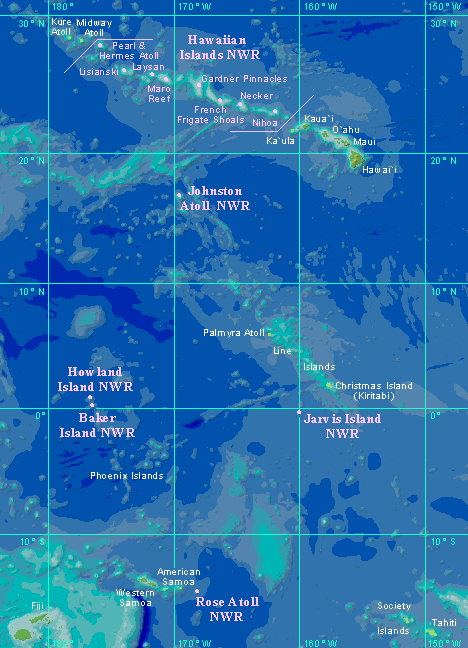
Map of the Hawaiian and Remote Pacific Islands

- Refuge faunique national de l'Île-Baker
- Guam National Wildlife Refuge
- Refuge faunique national de l'Île-Howland
- Refuge faunique national de l'Île-Jarvis
- Refuge faunique national de l'Atoll-Johnston
- Refuge faunique national du Récif-Kingman
- Refuge faunique national de l'Atoll-Midway
- Refuge faunique national de l'Atoll-Palmyra
- Rose Atoll National Wildlife Refuge
- Wake National Wildlife Refuge